# Домен верхнього рівня
Доме́н верхнього рівня — домен найвищого рівня в ієрархічній доменній системі імен. Для всіх інших доменів є останньою частиною доменного імені. Наприклад, для домену www.example.com доменом верхнього рівня є домен .com.

## Загальна кількість доменних імен
На третій квартал 2020 року зареєстровано 370.7 млн доменних імен у доменах верхнього рівня. Найбільше зареєстровано на таких доменах верхнього рівня:
| №  | Домен верхнього рівня | Кількість реєстрацій |
| -- | --------------------- | -------------------- |
| 1  | .com                  | 150.3 млн            |
| 2  | .tk                   | 27.5 млн             |
| 3  | .cn                   | 24.7 млн             |
| 4  | .de                   | 16.6 млн             |
| 5  | .net                  | 13.4 млн             |
| 6  | .uk                   | 10.8 млн             |
| 7  | .org                  | 10.2 млн             |
| 8  | .nl                   | 6.0 млн              |
| 9  | .ru                   | 5.7 млн              |
| 10 | .icu                  | 5.3 млн              |

Десятка найбільших національних доменів за реєстрацією доменних імен:
| №  | Домен верхнього рівня | Кількість реєстрацій |
| -- | --------------------- | -------------------- |
| 1  | .tk                   | 27.5 млн             |
| 2  | .cn                   | 24.7 млн             |
| 3  | .de                   | 16.6 млн             |
| 4  | .uk                   | 10.8 млн             |
| 5  | .nl                   | 6.0 млн              |
| 6  | .ru                   | 5.7 млн              |
| 7  | .br                   | 4.5 млн              |
| 8  | .eu                   | 3.6 млн              |
| 9  | .fr                   | 3.6 млн              |
| 10 | .it                   | 3.3 млн              |

## Домени національними мовами
30 жовтня 2009 року організація ICANN, що відповідає за розподіл імен і адрес в Інтернеті, схвалила процедуру реєстрації доменних імен, які використовують не тільки латиницю, але і символи національних алфавітів. Держави можуть подати заяви на реєстрацію доменної зони верхнього рівня національними мовами від 16 листопада 2009. Нові правила дозволять використовувати в доменних іменах 100 тисяч нових символів. У ICANN нові правила найменування доменів називають найбільшою технічною зміною Інтернету за весь час його існування. В Україні першим українським реєстратором, акредитованим міжнародною корпорацією ICANN з розповсюдження доменів стала Imena.UA, що отримала право безпосередньо працювати з регістрами .com, .net, .org.

## Українські доменні зони
На сьогодні існують дві кореневі українські доменні зони, це — .ua та .укр. У доменній зоні .ua розрізняють приватні та публічні домени другого рівня. Серед публічних доменних зон вирізняють окремий підвид доменних зон — регіональні доменні зони. Прикладом регіональної доменної зони може бути .rv.ua, прикладом публічної доменної зони другого рівня може служити .com.ua та приватної .in.ua